# Fenglin
Fenglin pomeni v kitajščini stolp in je kraški pojav podoben humu. Razlika s humom je v tem, da ni na kraškem polju, ampak na odprti korozijski poplavni ravnici. Oblika ni v obliki griča, ampak je stolpaste oblike. Višina fenglina je večja od njegove širine. Ta kraška oblika je značilna za kras tropskih območij. Fenglinu podobna kraška obika je fengcong.